# Бисул Кучес
Бисул Кучес (удм. Кусогурт) — деревня в Шарканском районе Удмуртской республики.

## География
Находится в центральной части Удмуртии на расстоянии приблизительно 15 км на запад-северо-запад по прямой от районного центра села Шаркан.

## История
Основана приблизительно в 1787 году переселенцами из Верхне-Корякинскаго. В 1873 году здесь (починок Бисул-Кучос или Кусогурт) 14 дворов, в 1893 — 33, в 1905 — 44, в 1924 (уже деревня Бисул-Кучес) — 50. До 2021 года входила в состав Вортчинского сельского поселения.

## Население
Постоянное население составляло 110 человек (1873), 236 (1893, удмурты), 352 (1905), 349 (1924), 82 человека в 2002 году (удмурты 99 %), 74 в 2012.